# Chuenisbärgli
La Chuenisbärgli (o Kuonisbergli) è una pista sciistica situata ad Adelboden, in Svizzera, nella frazione di Boden. Il pendio, che si snoda sul Fitzer, si svolgono annualmente gare maschili di slalom gigante e slalom speciale della Coppa del Mondo di sci alpino. Le gare di gigante sono considerate, insieme a quelle sulla Gran Risa in Alta Badia, le più tecniche e spettacolari del circuito, tant'è che Adelboden è soprannominato tempio del gigante.

## Storia
Sulla Chuenisbärgli si gareggia dal 1955. Fino al 1966 ospitò l'Internationale Adelbodner Skitage ("Giornata internazionale dello sci di Adelboden"), con gare sia di slalom speciale sia - dal 1958 - di slalom gigante; dal 1967 divenne una tappa ricorrente della Coppa del Mondo di sci alpino.
Tradizionalmente le gare venivano disputate a inizio gennaio, il lunedì precedente a un'altra classica dello sci alpino: il Trofeo del Lauberhorn di Wengen, località poco distante da Adelboden, che ospita una discesa libera, uno slalom speciale e una combinata tra sabato e domenica. Negli anni Settanta il gigante della Chuenisbärgli venne spostato prima al lunedì successivo il Lauberhorn, quindi - negli anni Ottanta - al martedì precedente.
Nel 2000 venne reintrodotta la gara di slalom speciale recuperando una tradizione interrotta nel 1962; da allora le due gare si disputano durante il fine settimana precedente quello di Wengen: sabato il gigante e domenica lo slalom (tranne che nelle stagioni in cui è stato programmato solo il gigante, posizionato secondo tradizione il martedì).

## Tracciato
Il tracciato di gara si suddivide in tre diversi settori. Il primo, che va dalla partenza a oltre la linea del primo rilievo cronometrico ("intertempo"), è caratterizzato dalla presenza di un terreno molto ondulato che rende difficile una costante stabilità degli sci sulla neve. Segue un secondo tratto con un breve canalino molto stretto in cui gli atleti devono rallentare bruscamente per preparare l'entrata nel terzo e ultimo settore: un "muro" (tratto di pista molto ripido) a picco sul traguardo che porta fino alla linea d'arrivo. Oltre ad avere delle pendenze notevoli, è in leggera diagonale (da sinistra verso destra). Spesso i tracciatori inseriscono anche porte a "trabocchetto" per rendere ancor più arduo questo tratto già particolarmente insidioso e estremamente tecnico e spettacolare.

## Podi

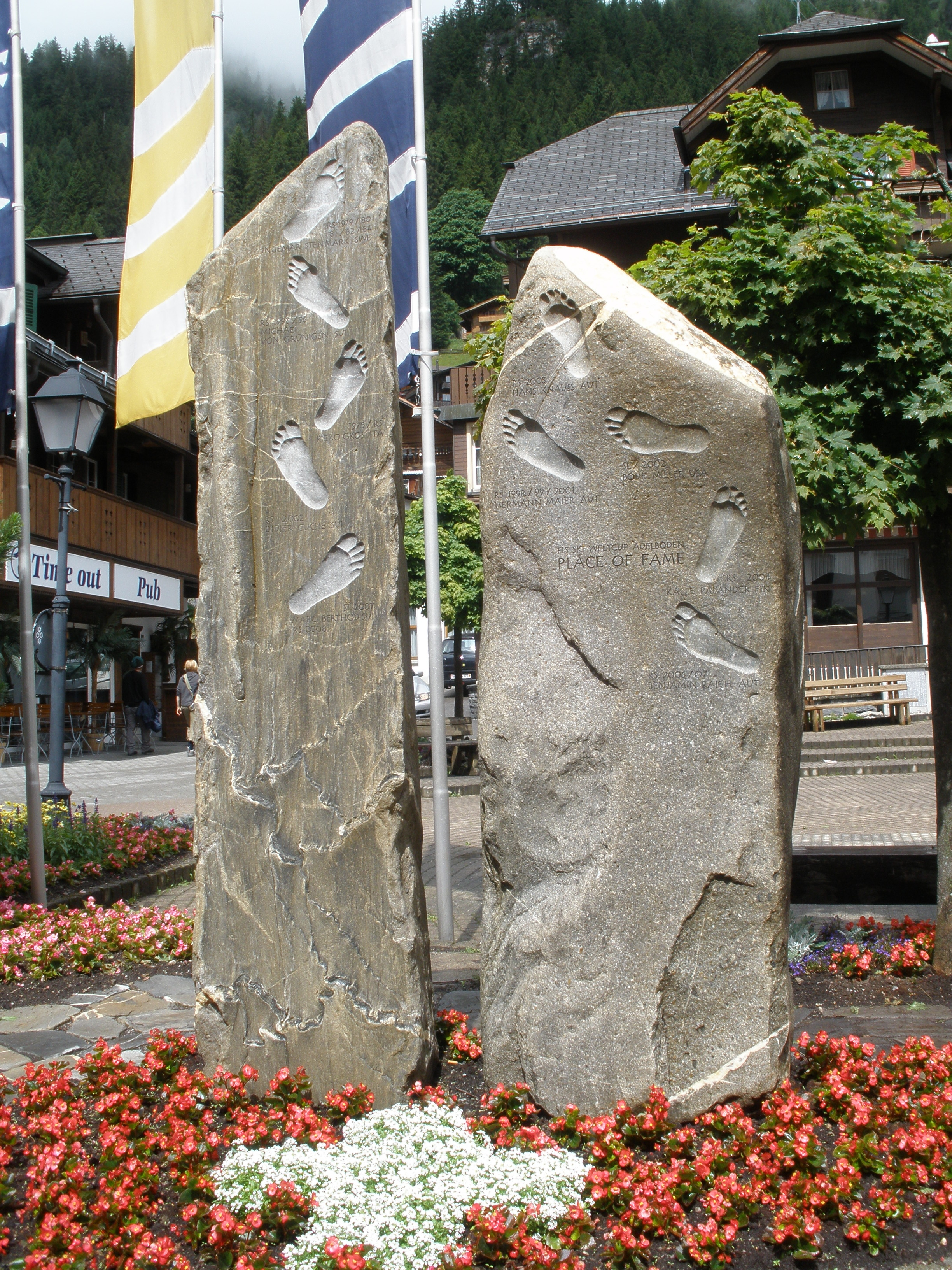
Adelboden: il monumento con le orme dei vincitori del gigante della Chuenisbärgli

Si riportano i podi relativi alle massime competizioni internazionali disputati sulla Chuenisbärgli. Il detentore del primato del maggior numero di vittorie nello slalom gigante è lo svedese Ingemar Stenmark, con cinque successi; nello slalom speciale è l'austriaco Marcel Hirscher, con cinque.

### Slalom gigante
A dimostrazione del fatto che si tratta di una gara di elevato livello tecnico l'elenco dei vincitori riporta i nomi dei più grandi specialisti della disciplina: da Ingemar Stenmark agli italiani Gustav Thöni e Alberto Tomba, dall'austro-lussemburghese Marc Girardelli agli svizzeri Pirmin Zurbriggen, Michael von Grünigen e Marco Odermatt, fino agli austriaci (nazione tra le più titolate in questa specialità) Hermann Maier, Benjamin Raich e Marcel Hirscher e al francese Alexis Pinturault.
| Data             | Competizione                      | Primo                              | Secondo                         | Terzo                                      |
| ---------------- | --------------------------------- | ---------------------------------- | ------------------------------- | ------------------------------------------ |
| 1955-1957        | non disputato                     | non disputato                      | non disputato                   | non disputato                              |
| 1958             | Internationale Adelbodner Skitage | Roger Staub                        | Hias Leitner                    | Charles Bozon                              |
| 1959             | Internationale Adelbodner Skitage | Fritz Wagnerberger                 | Gerhard Nenning                 | Ludwig Leitner                             |
| 1960             | Internationale Adelbodner Skitage | Ludwig Leitner                     | Italo Pedroncelli               | Roger Staub                                |
| 1961             | Internationale Adelbodner Skitage | Eberhard Riedel                    | Willi Forrer                    | Italo Pedroncelli                          |
| 1962             | Internationale Adelbodner Skitage | annullato                          | annullato                       | annullato                                  |
| 1963             | Internationale Adelbodner Skitage | Georg Grünenfelder                 | Jean-Claude Killy               | Georges Mauduit                            |
| 1963             | Internationale Adelbodner Skitage | Léo Lacroix                        | Fritz Wagnerberger              | Ludwig Leitner                             |
| 1964             | Internationale Adelbodner Skitage | annullato                          | annullato                       | annullato                                  |
| 1965             | Internationale Adelbodner Skitage | Edmund Bruggmann                   | Léo Lacroix                     | Beat von Allmen                            |
| 1965             | Internationale Adelbodner Skitage | Léo Lacroix                        | Ivo Mahlknecht                  | Willy Favre                                |
| 1966             | Internationale Adelbodner Skitage | Billy Kidd                         | Willy Favre                     | Edmund Bruggmann                           |
| 9 gennaio 1967   | Coppa del Mondo 1967              | Jean-Claude Killy                  | Willy Favre                     | Georges Mauduit                            |
| 8 gennaio 1968   | Coppa del Mondo 1968              | Jean-Claude Killy                  | Edmund Bruggmann                | Stefan Kälin                               |
| 6 gennaio 1969   | Coppa del Mondo 1969              | Jean-Noël Augert                   | Jean-Pierre Augert              | Karl Schranz                               |
| 5 gennaio 1970   | Coppa del Mondo 1970              | Karl Schranz                       | Sepp Heckelmiller               | Dumeng Giovanoli                           |
| 18 gennaio 1971  | Coppa del Mondo 1971              | Patrick Russel                     | Gustav Thöni                    | Henri Duvillard                            |
| 24 gennaio 1972  | Coppa del Mondo 1972              | Werner Mattle                      | Adolf Rösti                     | Gustav Thöni                               |
| 15 gennaio 1973  | Coppa del Mondo 1973              | Gustav Thöni                       | Hansi Hinterseer                | Erik Håker                                 |
| 21 gennaio 1974  | Coppa del Mondo 1974              | Gustav Thöni                       | Piero Gros                      | Hansi Hinterseer                           |
| 13 gennaio 1975  | Coppa del Mondo 1975              | Piero Gros                         | Gustav Thöni                    | Werner Mattle                              |
| 12 gennaio 1976  | Coppa del Mondo 1976              | Gustav Thöni                       | Ingemar Stenmark                | Engelhard Pargätzi                         |
| 24 gennaio 1977  | Coppa del Mondo 1977              | Heini Hemmi                        | Ingemar Stenmark                | Klaus Heidegger                            |
| 17 gennaio 1978  | Coppa del Mondo 1978              | Andreas Wenzel                     | Ingemar Stenmark                | Piero Gros                                 |
| 16 gennaio 1979  | Coppa del Mondo 1979              | Ingemar Stenmark                   | Andreas Wenzel                  | Jacques Lüthy                              |
| 21 gennaio 1980  | Coppa del Mondo 1980              | Ingemar Stenmark                   | Jacques Lüthy                   | Joël Gaspoz                                |
| 26 gennaio 1981  | Coppa del Mondo 1981              | Ingemar Stenmark                   | Christian Orlainsky Boris Strel |                                            |
| 19 gennaio 1982  | Coppa del Mondo 1982              | Ingemar Stenmark                   | Phil Mahre                      | Max Julen                                  |
| 11 gennaio 1983  | Coppa del Mondo 1983              | Pirmin Zurbriggen                  | Max Julen                       | Jacques Lüthy                              |
| 10 gennaio 1984  | Coppa del Mondo 1984              | Ingemar Stenmark                   | Hubert Strolz                   | Pirmin Zurbriggen                          |
| 15 gennaio 1985  | Coppa del Mondo 1985              | Hans Enn                           | Hubert Strolz                   | Richard Pramotton                          |
| 28 gennaio 1986  | Coppa del Mondo 1986              | Richard Pramotton                  | Marco Tonazzi                   | Hubert Strolz                              |
| 13 gennaio 1987  | Coppa del Mondo 1987              | Pirmin Zurbriggen                  | Marc Girardelli                 | Hubert Strolz                              |
| 19 gennaio 1988  | Coppa del Mondo 1988              | annullato                          | annullato                       | annullato                                  |
| 17 gennaio 1989  | Coppa del Mondo 1989              | Marc Girardelli                    | Ole Kristian Furuseth           | Alberto Tomba                              |
| 23 gennaio 1990  | Coppa del Mondo 1990              | annullato                          | annullato                       | annullato                                  |
| 15 gennaio 1991  | Coppa del Mondo 1991              | Marc Girardelli                    | Alberto Tomba                   | Rudolf Nierlich                            |
| 22 gennaio 1992  | Coppa del Mondo 1992              | Ole Kristian Furuseth              | Hans Pieren                     | Marc Girardelli                            |
| 19 gennaio 1993  | Coppa del Mondo 1993              | annullato                          | annullato                       | annullato                                  |
| 18 gennaio 1994  | Coppa del Mondo 1994              | annullato                          | annullato                       | annullato                                  |
| 4 febbraio 1995  | Coppa del Mondo 1995              | Alberto Tomba                      | Jure Košir                      | Harald Christian Strand Nilsen             |
| 16 gennaio 1996  | Coppa del Mondo 1996              | Michael von Grünigen               | Urs Kälin                       | Tom Stiansen                               |
| 14 gennaio 1997  | Coppa del Mondo 1997              | Kjetil André Aamodt                | Michael von Grünigen            | Andreas Schifferer                         |
| 13 gennaio 1998  | Coppa del Mondo 1998              | Hermann Maier                      | Michael von Grünigen            | Paul Accola                                |
| 12 gennaio 1999  | Coppa del Mondo 1999              | Hermann Maier                      | Kjetil André Aamodt             | Benjamin Raich                             |
| 19 febbraio 2000 | Coppa del Mondo 2000              | annullato                          | annullato                       | annullato                                  |
| 9 gennaio 2001   | Coppa del Mondo 2001              | Hermann Maier                      | Michael von Grünigen            | Fredrik Nyberg                             |
| 5 gennaio 2002   | Coppa del Mondo 2002              | Didier Cuche                       | Frédéric Covili                 | Fredrik Nyberg                             |
| 14 gennaio 2003  | Coppa del Mondo 2003              | Hans Knauß                         | Michael von Grünigen            | Kjetil André Aamodt                        |
| 7 febbraio 2004  | Coppa del Mondo 2004              | Kalle Palander                     | Massimiliano Blardone           | Christoph Gruber Heinz Schilchegger        |
| 11 gennaio 2005  | Coppa del Mondo 2005              | Massimiliano Blardone              | Bode Miller                     | Kalle Palander                             |
| 7 gennaio 2006   | Coppa del Mondo 2006              | Benjamin Raich                     | Fredrik Nyberg                  | Stephan Görgl Kalle Palander               |
| 6 gennaio 2007   | Coppa del Mondo 2007              | Benjamin Raich                     | Massimiliano Blardone           | Aksel Lund Svindal                         |
| 5 gennaio 2008   | Coppa del Mondo 2008              | Marc Berthod                       | Daniel Albrecht                 | Hannes Reichelt                            |
| 10 gennaio 2009  | Coppa del Mondo 2009              | Benjamin Raich                     | Massimiliano Blardone           | Kjetil Jansrud                             |
| 9 gennaio 2010   | Coppa del Mondo 2010              | annullato                          | annullato                       | annullato                                  |
| 8 gennaio 2011   | Coppa del Mondo 2011              | Cyprien Richard Aksel Lund Svindal |                                 | Thomas Fanara                              |
| 7 gennaio 2012   | Coppa del Mondo 2012              | Marcel Hirscher                    | Benjamin Raich                  | Massimiliano Blardone                      |
| 12 gennaio 2013  | Coppa del Mondo 2013              | Ted Ligety                         | Fritz Dopfer                    | Felix Neureuther                           |
| 11 gennaio 2014  | Coppa del Mondo 2014              | Felix Neureuther                   | Thomas Fanara                   | Marcel Hirscher                            |
| 10 gennaio 2015  | Coppa del Mondo 2015              | Marcel Hirscher                    | Alexis Pinturault               | Henrik Kristoffersen                       |
| 9 gennaio 2016   | Coppa del Mondo 2016              | annullato                          | annullato                       | annullato                                  |
| 7 gennaio 2017   | Coppa del Mondo 2017              | Alexis Pinturault                  | Marcel Hirscher                 | Philipp Schörghofer                        |
| 6 gennaio 2018   | Coppa del Mondo 2018              | Marcel Hirscher                    | Henrik Kristoffersen            | Alexis Pinturault                          |
| 12 gennaio 2019  | Coppa del Mondo 2019              | Marcel Hirscher                    | Henrik Kristoffersen            | Thomas Fanara                              |
| 11 gennaio 2020  | Coppa del Mondo 2020              | Žan Kranjec                        | Filip Zubčić                    | Henrik Kristoffersen Victor Muffat Jeandet |
| 8 gennaio 2021   | Coppa del Mondo 2021              | Alexis Pinturault                  | Filip Zubčić                    | Marco Odermatt                             |
| 9 gennaio 2021   | Coppa del Mondo 2021              | Alexis Pinturault                  | Filip Zubčić                    | Loïc Meillard                              |
| 8 gennaio 2022   | Coppa del Mondo 2022              | Marco Odermatt                     | Manuel Feller                   | Alexis Pinturault                          |
| 7 gennaio 2023   | Coppa del Mondo 2023              | Marco Odermatt                     | Henrik Kristoffersen            | Loïc Meillard                              |
| 6 gennaio 2024   | Coppa del Mondo 2024              | Marco Odermatt                     | Aleksander Aamodt Kilde         | Filip Zubčić                               |
| 12 gennaio 2025  | Coppa del Mondo 2025              | Marco Odermatt                     | Loïc Meillard                   | Luca De Aliprandini                        |

### Slalom speciale
| Data             | Competizione                      | Primo                | Secondo                         | Terzo                              |
| ---------------- | --------------------------------- | -------------------- | ------------------------------- | ---------------------------------- |
| 1955             | Internationale Adelbodner Skitage | Martin Julen         | Adrien Duvillard                | Georges Schneider                  |
| 1956             | Internationale Adelbodner Skitage | Chiharu Igaya        | Tom Corcoran                    | Adrien Duvillard Georges Schneider |
| 1956             | Internationale Adelbodner Skitage | Georges Schneider    | François Bonlieu                | Bernhard Perret                    |
| 1957             | Internationale Adelbodner Skitage | Georges Schneider    | Charles Bozon                   | Gino Burrini                       |
| 1957             | Internationale Adelbodner Skitage | Roland Bläsi         | Ruppert Sutter                  | Charles Bozon                      |
| 1958             | Internationale Adelbodner Skitage | Charles Bozon        | Ernst Hinterseer                | Georges Schneider                  |
| 1959             | Internationale Adelbodner Skitage | Sepp Behr            | Buddy Werner                    | Georges Schneider                  |
| 1960             | Internationale Adelbodner Skitage | Ludwig Leitner       | Italo Pedroncelli Bruno Alberti |                                    |
| 1961             | Internationale Adelbodner Skitage | Fritz Wagnerberger   | Daniel Gerber                   | Adolf Mathis                       |
| 1962-1999        | non disputato                     | non disputato        | non disputato                   | non disputato                      |
| 20 febbraio 2000 | Coppa del Mondo 2000              | Matjaž Vrhovnik      | Kjetil André Aamodt             | Mario Matt                         |
| 2001             | non disputato                     | non disputato        | non disputato                   | non disputato                      |
| 6 gennaio 2002   | Coppa del Mondo 2002              | Bode Miller          | Ivica Kostelić                  | Mitja Kunc                         |
| 2003             | non disputato                     | non disputato        | non disputato                   | non disputato                      |
| 8 febbraio 2004  | Coppa del Mondo 2004              | Rainer Schönfelder   | Bode Miller                     | Benjamin Raich                     |
| 2005             | non disputato                     | non disputato        | non disputato                   | non disputato                      |
| 8 gennaio 2006   | Coppa del Mondo 2006              | Giorgio Rocca        | Ted Ligety                      | Benjamin Raich                     |
| 7 gennaio 2007   | Coppa del Mondo 2007              | Marc Berthod         | Benjamin Raich                  | Mario Matt                         |
| 6 gennaio 2008   | Coppa del Mondo 2008              | Mario Matt           | Benjamin Raich                  | Felix Neureuther                   |
| 11 gennaio 2009  | Coppa del Mondo 2009              | Reinfried Herbst     | Manfred Pranger                 | Felix Neureuther                   |
| 10 gennaio 2010  | Coppa del Mondo 2010              | Julien Lizeroux      | Marcel Hirscher                 | Ivica Kostelić                     |
| 9 gennaio 2011   | Coppa del Mondo 2011              | Ivica Kostelić       | Marcel Hirscher                 | Reinfried Herbst                   |
| 8 gennaio 2012   | Coppa del Mondo 2012              | Marcel Hirscher      | Ivica Kostelić                  | Stefano Gross                      |
| 13 gennaio 2013  | Coppa del Mondo 2013              | Marcel Hirscher      | Mario Matt                      | Manfred Mölgg                      |
| 12 gennaio 2014  | Coppa del Mondo 2014              | Marcel Hirscher      | André Myhrer                    | Henrik Kristoffersen               |
| 11 gennaio 2015  | Coppa del Mondo 2015              | Stefano Gross        | Fritz Dopfer                    | Marcel Hirscher                    |
| 10 gennaio 2016  | Coppa del Mondo 2016              | Henrik Kristoffersen | Marcel Hirscher                 | Aleksandr Chorošilov               |
| 8 gennaio 2017   | Coppa del Mondo 2017              | Henrik Kristoffersen | Manfred Mölgg                   | Marcel Hirscher                    |
| 7 gennaio 2018   | Coppa del Mondo 2018              | Marcel Hirscher      | Michael Matt                    | Henrik Kristoffersen               |
| 13 gennaio 2019  | Coppa del Mondo 2019              | Marcel Hirscher      | Clément Noël                    | Henrik Kristoffersen               |
| 12 gennaio 2020  | Coppa del Mondo 2020              | Daniel Yule          | Henrik Kristoffersen            | Marco Schwarz                      |
| 10 gennaio 2021  | Coppa del Mondo 2021              | Marco Schwarz        | Linus Straßer                   | Dave Ryding                        |
| 9 gennaio 2022   | Coppa del Mondo 2022              | Johannes Strolz      | Manuel Feller                   | Linus Straßer                      |
| 8 gennaio 2023   | Coppa del Mondo 2023              | Lucas Braathen       | Atle Lie McGrath                | Linus Straßer                      |
| 7 gennaio 2024   | Coppa del Mondo 2024              | Manuel Feller        | Atle Lie McGrath                | Dominik Raschner                   |
| 11 gennaio 2025  | Coppa del Mondo 2025              | Clément Noël         | Lucas Braathen                  | Henrik Kristoffersen               |